# Georges Lévy (Filmarchitekt)
Georges Lévy (* 15. Juli 1920 in Courbevoie; † 15. August 1997 in Avignon) war ein französischer Filmarchitekt.

## Leben und Wirken
Lévy ließ sich kurz nach dem Ende des Zweiten Weltkriegs an der Pariser Filmhochschule Institut des hautes études cinématographiques künstlerisch ausbilden. Anschließend arbeitete er als Filmarchitekten-Assistent (z. B. 1948 bei Henri-Georges Clouzots Manon). Ab 1954 ließ man ihn auch als Chefszenenbildner arbeiten. In dieser Funktion entwarf Lévy primär die Kulissen zu einer Reihe von eher konventionell ausgefallenen und nicht allzu ambitionierten Kostüm-, Abenteuer- und Kriminalfilmen arrivierter Unterhaltungsprofis wie André Hunebelle und Édouard Molinaro. Designs für künstlerisch hochwertige Filme wie Claude Berris Der alte Mann und das Kind und Die Hochzeit oder Claude Sautets Eine einfache Geschichte blieben die Ausnahmen. Nach seiner Arbeit zu Jean-Charles Tacchellas aufwändigem Kostümstück Der kleine Tod der feinen Damen (1990) beendete Lévy 70-jährig seine Kinotätigkeit.

## Filmografie
- 1954: Les hommes ne pensent qu’a ça
- 1955: Die tolle Residenz (Bonjour sourire)
- 1955: La bande à papa
- 1956: Spione (Action immédiate)
- 1956: Fernand cow-boy
- 1957: Fernand clochard
- 1957: Fisch oder Fleisch (Ni vu ni connu)
- 1958: Mit dem Rücken zur Wand (Le dos au mur)
- 1958: Blonde Fracht und schwarze Teufel (Des femmes disparaissent)
- 1959: Ein Mädchen für einen Sommer (Une fille pour l’été)
- 1959: Ritter der Nacht (Le bossu)
- 1959: Das Haus der tausend Fenster (La millième fenêtre)
- 1960: Der Mörder kam um Mitternacht (Un témoin dans la ville)
- 1960: Die vor die Hunde gehen (Les honneurs de la guerre, auch Auftritt)
- 1960: Mein Schwert für den König (Le capitan)
- 1961: Ein Mädchen sprang ins Wasser (Auguste)
- 1961: Conduite à gauche
- 1962: Der Graf mit der eisernen Faust (Les mystères de Paris)
- 1963: Premier Amour (Fernsehfilm)
- 1963: O.S.S. 117 greift ein (O.S.S 117 se déchaîne)
- 1966: Der alte Mann und das Kind (L’homme et l’enfant)
- 1967: Die Hochzeit (Mazel Tov ou le mariage)
- 1968: Der Rächer aus dem Sarg (Sous le signe de Monte Christo)
- 1969: Wie ein Vogel in der Luft (L’envolée belle, Fernsehfilm)
- 1971: Romulus le Grand (Fernsehfilm)
- 1972: La nuit Bulgare
- 1974: Eugène Sue (Fernsehfilm)
- 1976: Nuit d’or – Die Nacht aus Gold (Nuit d’or)
- 1978: Eine einfache Geschichte (Une histoire simple)
- 1980: Vient de paraître (Fernsehfilm)
- 1981: Jules Ferry (Fernsehfilm)
- 1985: Die Kunst, verliebt zu sein (Escalier C)
- 1987: Schnittwunden (Travelling agent)
- 1990: Der kleine Tod der feinen Damen (Dames galantes)